# Glaskroppsavlossning
Glaskroppsavlossning är en åldersförändring i ögat som normalt är godartad. Den kan yttra sig i flugseende och suddigt synfält. Godartade glaskroppsavlossningar leder inte till någon behandling, och med tiden vänjer sig personen vid symptomen.
Glaskroppen är en geléaktig genomskinlig massa i ögat, som normalt fyller hela ögongloben. Den kan genom åldersförändring skrumpna, och därvid lossna från näthinnan, vilket ofta ger sig till känna som blixtrande effekter. När den har skrumpnat är den konisk snarare än sfärisk och sitter mellan linsen och gula fläcken, medan utrymmet mellan glaskroppen och näthinnan i övrigt fylls med kroppsvätska.
Vid själva avlossningstillfället finns en fara i att näthinnan följer med glaskroppen och lossnar från åderhinnan, vilket kallas näthinneavlossning. Detta tillstånd kräver omedelbar operation för att förhindra blindhet.
I glaskroppen finns, förmodligen ända från födseln, normalt alltid större eller mindre små grumlingar, som kallas mouches volantes eller på engelska floaters. Dessa ser man oftast som simmande prickar som följer med ögonrörelserna, och de syns tydligast i starkt allmänljus, då pupillen är liten, speciellt när man ser mot en ljus yta. Dessa floaters får efter en glaskroppsavlossning mindre utrymme att röra sig på, varför de oftare uppmärksammas och detta även i svagare ljussken. Så länge de inte är större är de godartade och hjärnan vänjer sig snart vid dem, men om det förekommer större grumlingar är även detta ett symptom som kan tyda på risk för skada på näthinnan, vilket kräver snar undersökning av ögonläkare.
Enligt en ej helt verifierad teori är floaters rester av de blodkärl som under fosterutvecklingen ledde fram till linsen då den bildades.